# Caius Marcius Rutilus Censorinus
Pour les articles homonymes, voir Marcius Censorinus.
Ne doit pas être confondu avec Caius Marcius Rutilus.
Caius Marcius Rutilus Censorinus était un homme politique romain. Père de Caius Marcius Rutilus Censorinus (censeur en 294 av. J.-C.).
Consul en 310 av. J.-C., il fut battu par les Samnites.